# Уотсон, Томас Джон (младший)
Томас Джон Уотсон — младший (англ. Thomas John Watson Jr.; 14 января 1914, Дейтон — 31 декабря 1993, Гринвич) — американский предприниматель, менеджер, дипломат, общественный деятель, второй в истории компании президент IBM (1952—1971), посол США в СССР (1979—1981). Назывался «крупнейшим капиталистом в истории», включён в «сотню наиболее влиятельных деятелей XX столетия» по версии Time.

## Биография
Старший сын в семье Томаса Уотсона-старшего. Родился в период, когда его отец потерял работу в NCR. Ранние годы провёл в Шорт-Хиллс. Окончил школу Хана в Принстоне (англ. The Hun School of Princeton) и Университет Брауна, получив в 1937 году диплом о бизнес-образовании.
По окончании учёбы принят на работу в компанию отца — IBM, где проработал некоторое время младшим менеджером по продажам. Во время Второй мировой войны служил пилотом Военно-воздушных сил, получил звание подполковника, часто летал в СССР в связи с сотрудничеством по программе Ленд-лиза и за время этих визитов выучил русский язык.
В 1946 году вернулся в IBM. Через полгода занял пост вице-президента и вскоре вошёл в совет директоров. В 1949 году получил должность исполнительного вице-президента. В 1952 году назначен президентом, и, незадолго до смерти отца, в 1956 году стал генеральным директором корпорации. 
Главной переменой с приходом к руководству младшего Уотсона стали значительные вложения в исследования и разработки компьютеров общего назначения и программного обеспечения для них, и достаточно быстро компании удалось получить доминирующие позиции на формирующемся рынке, увеличив за счёт этого оборот с $215 млн в год в 1950 году до $734 млн в 1956 году и до $1,17 млрд в 1958 году. К началу 1960-х годов производство компьютеров стало основным бизнесом IBM.
В 1968 году Томас с братьями основали стипендиальный фонд, грантополучатели которого направляются на бизнес-ориентированные исследования по перспективным технологиям за пределы США. 
В 1971 году перенёс инфаркт миокарда и по совету врачей покинул IBM. После восстановления в середине 1970-х годов был председателем консультативного комитета по вопросам ядерного оружия при президенте США. 
В 1979 году профинансировал создание института международных исследований (англ. Watson Institute for International and Public Affairs) при Университете Брауна.
С октября 1979 года по январь 1981 года Томас Уотсон был послом США в СССР.
Жил в браке с женой Олив (Olive Cawley, 1918–2004) с 1941 года до конца жизни. Они воспитали шестерых детей. 
Скончался Томас в своём доме в Гринвиче вследствие инсульта.